# Glossolepis
Genre

Le genre Glossolepis regroupe plusieurs espèces de poissons de la famille des Melanotaeniidae.

## Liste des espèces
- Glossolepis dorityi - Allen, 2001
- Glossolepis incisus - Weber, 1907 - Arc-en-ciel rouge saumon
- Glossolepis leggetti - Allen et Renyaan, 1998
- Glossolepis maculosus - Allen, 1981
- Glossolepis multisquamata - (Weber et de Beaufort, 1922)
- Glossolepis pseudoincisus - Allen et Cross, 1980 - Arc-en-ciel saumon
- Glossolepis ramuensis - Allen, 1985
- Glossolepis wanamensis - Allen et Kailola, 1979